# SILVA
SILVA（シルヴァ、1975年9月9日 - ）は、日本の歌手、DJ、ソングライター、プロデューサーである。
東京都出身。現在のレコード会社はBaciami Records、所属事務所はasan elements Co.,Ltd.。身長164cm。

## 人物・特徴
- この世界に入る前に、東京女学館在学時に叔母から宝塚音楽学校への進学を薦められたが、受験をせず、音大受験中の高校3年生の時にEpic Sonyレコードにスカウト、アーティスト契約を果たす。
- テレビ番組などに初登場した際は、SILVAというアーティスト名で「味噌汁の汁にババアの婆でSILVAです！」という自己紹介をしていた。
- バラエティ番組に出演する際や自身のヴァージンキラーという楽曲のPVでは、自らの名前を漢字で「汁婆」と記した道着を着ていることもあった。
- その「SILVA」という名前の由来は、事務所のスタッフに「芝浦のゴールドでお前を見かけたから芸名は『ゴールド』にしよう!」を言われ、「嫌だ、『プラチナ』がいい!」と言ったら「そんなタマじゃない」と返され、結局「シルバー」に落ち着いた。
- ニッポン放送『@llnightnippon.com』では、姐御肌で飾らないぶっちゃけトークが人気となりファンやリスナーからSILVA姐さんと呼ばれるようになって支持され、1999年10月からCX系バラエティ番組『すけスケシルバ』に島田紳助、ユースケ・サンタマリアとともにレギュラー出演（日テレやNHKにもレギュラー番組を持っていた）。
- 別名で自身のファッションブランドのプロデュースなども手掛ける。
- 結婚していたが3ヵ月で離婚した[1]。

## バイオグラフィ
- デビュー前から声楽を学んでいた。
- 1995年と1996年には本名の高橋よしこ名義（本名は「佳子」表記）でエピックレコードジャパンからCDミニアルバムを2枚リリースしている。当時の所属事務所はイトーカンパニーで現在のSILVAに改名して、ブーガルーレコーズから1998年10月にシングル『Sachi』でデビュー。
- 2002年にワーナーミュージック・ジャパンに移籍したが、シングル3枚・アルバム1枚の発売だけにとどまった。この時期には田辺エージェンシーに所属していた。また、同年に一般男性と結婚していたが、性格の不一致で3か月で離婚していた[2]。
- 田辺エージェンシーを退社後にはフリーとなり、歌手活動を一時停止して前々からチャレンジしたかったというクラブDJを開始した。その後2008年にはフォーライフミュージックからはDJ SILVA名義で2枚のアルバムをリリース。また全国各地のクラブを始め、アジア諸国などを自力で周り、DJ SILVAとしても活躍していた。2008年から2011年までの3年間はニューヨークへ海外留学しながらDJ活動はもちろん、NYのアーティストたちのリミックスプロデュースや、DJSILVA名義のオリジナル楽曲を自身で制作、NYからもワールドリリースをしてきた。帰国してからは再び日本で芸能活動とDJを再開し2012年6月には約10年ぶりの新曲をSILVAとして配信するなど歌手としても再始動する。
- 2012年、バンド、｢NAMELESSNESS｣を始動。
- 2015年7月21日、深夜に日本テレビ系列にて放送の「今夜くらべてみました」にて、飲食店経営の40代の男性と婚約して妊娠5カ月であることを発表した[3]。同年12月23日に女児を出産。
- 2018年、SILVA名義でデビュー20周年を迎える。1990年代後半に日本のR&Bシーンを牽引したDOUBLEとSUGARSOULもデビュー20周年を迎えることを記念し、8月1日にSILVA DOUBLE SUGARSOULの連名でEP（ミニアルバム）『UPLOAD』をリリース。

## ディスコグラフィ

### シングル
| #    | タイトル                | 発売日         | 発売形態 | 規格品番   | 最高順位 | 収録アルバム |
| ---- | ----------------------- | -------------- | -------- | ---------- | -------- | ------------ |
| 1st  | Sachi                   | 1998年10月07日 | CD       | HGCB-1001  | 98位     | HONEY FLASH  |
| 2nd  | water, flower           | 1998年12月24日 | CD       | HGCB-1003  | 72位     | HONEY FLASH  |
| 3rd  | morning prayer          | 1999年03月25日 | CD       | HGDB-1004  | 55位     | HONEY FLASH  |
| 3rd  | morning prayer          | 1999年03月25日 | 8cmCD    | HGDB-1001  | 55位     | HONEY FLASH  |
| 4th  | Almost Love/Summer Sick | 1999年06月02日 | CD       | HGCB-1005  | 58位     | HONEY FLASH  |
| 4th  | Almost Love/Summer Sick | 1999年06月02日 | 8cmCD    | HGDB-1002  | 58位     | HONEY FLASH  |
| 5th  | ヌード                  | 1999年10月06日 | CD       | HGCB-1010  | 23位     | Coming Out   |
| 6th  | ヴァージンキラー        | 2000年04月26日 | CD       | HGCB-1014  | 23位     | Coming Out   |
| 7th  | 心と体                  | 2000年06月14日 | CD       | HGCB-1015  | 36位     | Coming Out   |
| 8th  | SILVA VS YOU THE ROCK☆  | 2000年09月06日 | CD       | HGCB-1019  | 84位     | Coming Out   |
| 9th  | ハッピーエンド          | 2000年09月06日 | CD       | HGCB-1018  |          | Coming Out   |
| 10th | メトロのように          | 2002年01月23日 | CD EXTRA | WPCV-10162 | 70位     | 愛のトリマー |
| 11th | Arcadia                 | 2002年04月24日 | CD EXTRA | WPCV-10180 | 94位     | 愛のトリマー |
| 12th | Shampooman              | 2002年10月09日 | CD EXTRA | WPCV-10198 |          | 愛のトリマー |

### アルバム
| # | タイトル                                    | 発売日         | 発売形態 | 規格品番   | 最高 順位 | 備考       |
| - | ------------------------------------------- | -------------- | -------- | ---------- | --------- | ---------- |
|   | CINNAMON                                    | 1995年11月22日 | CD       | ESCB-1703  |           | 高橋よしこ |
|   | CHAMP                                       | 1996年04月21日 | CD       | ESCB-1724  |           | 高橋よしこ |
|   | HONEY FLASH                                 | 1999年06月23日 | CD       | HGCB-1006  | 6位       |            |
|   | Coming Out                                  | 2000年07月19日 | CD       | HGCB-1016  | 8位       |            |
|   | ザ・キラーベスト〜SILVA SINGLE COLLECTION〜 | 2000年12月20日 | CD       | HGCB-1022  | 13位      |            |
|   | 愛のトリマー                                | 2002年11月07日 | CD EXTRA | WPCV-10203 |           |            |
|   | Queen of House                              | 2008年02月20日 | CD       | FLCG-3135  |           | DJ SILVA   |
|   | ONE 2 ONE                                   | 2008年09月03日 | CD       | FLCG-3136  |           | DJ SILVA   |
|   | Re:SILVA                                    | 2013年11月06日 | CD       | DQC-1181   |           |            |
|   | 999                                         | 2013年11月06日 | CD       | DQC-1182   |           |            |
|   | GO! GO! SILVA                               | 2014年09月10日 | CD       | CRCP-40383 |           |            |
|   | Quiet Moon                                  | 2018年08月01日 | CD       | DQC-1618   |           |            |

### ミニ・アルバム
| #  | タイトル | 発売日         | 発売形態  | 規格品番             | 最高 順位 | 備考                   |
| -- | -------- | -------------- | --------- | -------------------- | --------- | ---------------------- |
| EP | UPLOAD   | 2018年08月01日 | CD+DVD CD | KICM-91851 KICM-1851 |           | SILVA DOUBLE SUGARSOUL |

### DVD/VHS
| # | タイトル         | 発売日         | 発売形態 | 規格品番  | 最高 順位 | 備考 |
| - | ---------------- | -------------- | -------- | --------- | --------- | ---- |
|   | ザ・キラービデオ | 2000年12月20日 | VHS      | HGVB-1002 |           |      |
|   | ザ・キラーDVD    | 2001年02月07日 | DVD      | HGBB-1001 |           |      |

### タイアップ
| 曲名                          | タイアップ                                                     |
| ----------------------------- | -------------------------------------------------------------- |
| Sachi                         | テレビ朝日系『ニュースステーション』ウェザーテーマ             |
| Water, flower                 | テレビ朝日系『サンデージャングル』エンディングテーマ           |
| morning prayer                | 日本テレビ系『FUN』FUN'S RECOMMEND #004                        |
| Almost Love                   | TBS系『エクスプレス』ウェザーテーマ                            |
| ヌード                        | TBS系『王様のブランチ』エンディングテーマ                      |
| ヴァージンキラー              | TBS系『ワンダフル』4月度ミニドラマ主題歌                       |
| 心と体                        | 日本テレビ系『M-mania』テーマソング                            |
| AMAZING GRACE                 | NHK-BS2ドラマ『トトの世界〜最後の野生児〜』主題歌              |
| Mr.Winter                     | フジテレビ系『笑う犬の発見』エンディングテーマ                 |
| Arcadia                       | フジテレビ系ドラマ『整形美人。』挿入歌                         |
| Sombre Dimanche（暗い日曜日） | ギャガ・コミュニケーションズ配給映画『暗い日曜日』テーマソング |

## ワークス
| アーティスト                   | 形態     | タイトル                                        | 発売日         | 収録曲                                                            |
| ------------------------------ | -------- | ----------------------------------------------- | -------------- | ----------------------------------------------------------------- |
| 東京スカパラダイスオーケストラ | シングル | 火の玉ジャイヴ                                  | 1999年5月12日  | 情熱のイバラ                                                      |
| V.A.                           | アルバム | ヘドウィグ･アンド･アングリーインチ･トリビュート | 2004年05月12日 | WIG IN A BOX （SILVA）                                            |
| DJ MAYUMI                      | アルバム | BERRY JAM MIXED UP!                             | 2007年03月07日 | DIAMONDS（DJ MAYUMI featuring JAMOSA, LUNA, SILVA & ia）          |
| V.A.                           | アルバム | COTATSU REGGAE                                  | 2008年12月03日 | 上を向いて歩こう （Miss Monday ＆ SILVA） Make your Day （SILVA） |

## 出演
- ギルガメッシュLIGHT（BSジャパン）サブMC
- @llnightnippon.com SILVAのLOVE&SEX（ニッポン放送）
- SILVAのallnightnippon SUPER!（ニッポン放送）
- SILVAのallnightnippon Sunday special（ニッポン放送）
- すけスケシルバ（フジテレビ系列）
- トトの世界〜最後の野生児〜（NHK-BS2、2001年2月26日 - 3月2日）- 瀬戸泰子 役
- 新・真夜中の王国 → 真夜中の王国03（NHK衛星第2テレビジョン）司会
- レックス・ザ・ラント（2001年、WOWOW）ブルーマーズ 役（声の出演）
- ゴールデンアワー（TOKYO MX、毎週月曜レギュラー出演）
- AGES_〜エイジス〜（2012年10月 - 2013年3月、ニッポン放送、月・水担当）
- ニンゲン観察バラエティ モニタリング（TBS、2022年6月2日）

他多数

### SILVA DOUBLE SUGARSOUL
- SILVA DOUBLE SUGARSOUL デビュー20周年記念 スペシャルサイト - ウェイバックマシン（2018年8月20日アーカイブ分） - 20th Anniversary 特設サイト
- SILVA DOUBLE SUGARSOUL - NEW WORLD PRODUCTIONS INC. - ウェイバックマシン（2018年7月11日アーカイブ分） - 所属事務所公式サイト
- SILVA DOUBLE SUGARSOUL KING RECORDS OFFICIAL SITE - 所属レコード会社公式サイト
- SILVA DOUBLE SUGARSOUL (Silva-Double-Sugarsoul-2089866651265347) - Facebook
- SILVA DOUBLE SUGARSOUL (@megamix20th) - X
- SILVA DOUBLE SUGARSOUL (@megamix20th) - Instagram